# Paulsenberge
Die Paulsenberge sind eine Gruppe von Bergen im ostantarktischen Königin-Maud-Land. Sie ragen im nördlichen Teil der Sverdrupfjella auf. Zu ihnen gehören die Gipfel des Brattskarvet, des Vendeholten sowie der Gebirgskamm Tverrveggen.
Entdeckt und benannt wurden die Berge bei der Deutschen Antarktischen Expedition 1938/39 unter der Leitung des Polarforschers Alfred Ritscher. Namensgeber ist Karl-Heinz Paulsen (1909–1941), Ozeanograph bei dieser Forschungsreise.